# Johor Circuit

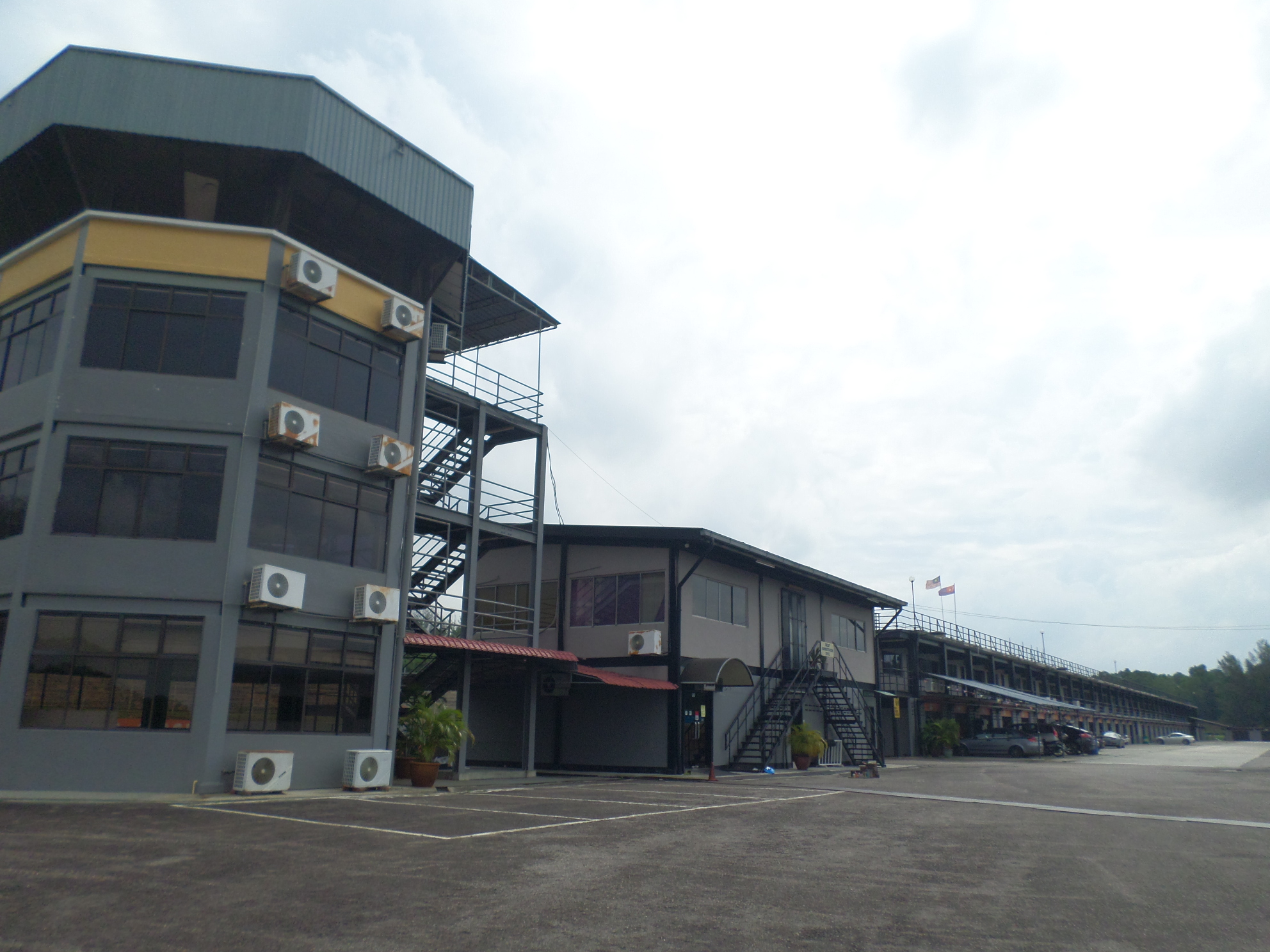
Johor Circuit

Johor Cicruit – tor wyścigowy położony w mieście Pasir Gudang w stanie Johor w Malezji.
Tor został wybudowany w 1986 roku i był pierwszym w Malezji torem wyścigowym spełniającym międzynarodowe wymogi nieznajdującym się w Dolinie Klang. Początkowo tor gromadził lokalnych entuzjastów, jednakże w 1990 roku został unowocześniony, by spełniać wymogi FIM, i w latach 1992–1993 organizował mistrzostwa World Superbike. W 1998 na torze Johor odbyło się Motocyklowe Grand Prix Malezji.
Na torze odbywają się lokalne zawody, takie jak Saturday Nite Sprint czy Johor Sprint Challenge. Przy torze znajdują się także tory: kartingowy i motocrossowy.